# Campionato Italiano Rally 2014
Il Campionato Italiano Rally (CIR) 2014 si snoda su 8 gare distribuite su tutto il territorio nazionale.
Oltre al titolo assoluto la serie assegna anche il titolo Produzione (riservato alla vetture di classe R3) ed il titolo Junior (riservato alle R2 con piloti U28)

## Il calendario
| Tappa | Data              | Rally                                | Sede Rally      | Validità     | Vincitore          |
| ----- | ----------------- | ------------------------------------ | --------------- | ------------ | ------------------ |
| 1     | 14 - 16 marzo     | Rally del Ciocco e Valle del Serchio | Forte dei Marmi | CIR/PROD/JUN | Giandomenico Basso |
| 2     | 4 - 6 aprile      | Rally di Sanremo                     | Sanremo         | CIR/PROD/JUN | Umberto Scandola   |
| 3     | 9 - 11 maggio     | Rally Targa Florio                   | Palermo         | CIR/PROD/JUN | Paolo Andreucci    |
| 4     | 6 - 8 giugno      | Rally Italia Sardegna                | Alghero         | CIR/IND      | Giandomenico Basso |
| 5     | 4 - 6 luglio      | Rally di San Marino                  | San Marino      | CIR/IND      | Paolo Andreucci    |
| 6     | 29 - 31 agosto    | Rally del Friuli Venezia Giulia      | Udine           | CIR/PROD/JUN | Paolo Andreucci    |
| 7     | 19 - 21 settembre | Rally dell'Adriatico                 | Cingoli         | CIR/PROD/JUN | Umberto Scandola   |
| 8     | 10 - 12 ottobre   | Rally Due Valli                      | Verona          | CIR/PROD/JUN | Paolo Andreucci    |

## Risultati e classifiche

### Classifica campionato piloti assoluta
| Pos | Pilota                  | CIO  | SRE  | TFL  | SRD  | SMR  | AAP  | ADR  | DVL  | Punti |
| --- | ----------------------- | ---- | ---- | ---- | ---- | ---- | ---- | ---- | ---- | ----- |
| 1   | Paolo Andreucci         | 10   | Rit. | 15   | 10   | 15   | 15   | 10   | 15   | 90    |
| 2   | Giandomenico Basso      | 15   | Rit. | 12   | 15   | 12   | 12   | 12   | 12   | 90    |
| 3   | Umberto Scandola        | 12   | 15   | 8    | 12   | SQ   | 8    | 15   | 10   | 80    |
| 4   | Fabrizio Andolfi Junior | 5    | 8    | 4    | NP   | 5    | 4    | 8    | 5    | 39    |
| 5   | Stefano Albertini       | 3    | Rit. | 5    | 8    | 8    | 3    | Rit. | 8    | 35    |
| 6   | Andrea Nucita           | Rit. | 12   | 10   | 5    | NP   | NP   | 5    | Rit. | 32    |
| 7   | Giacomo Scattolon       | 4    |      | 0    | NP   | NP   | 1    | 6    | 6    | 23    |
| 8   | Andrea Perego           | 6    | 10   | Rit. | Rit. | NP   | 6    | NP   | NP   | 22    |
| 9   | Simone Campedelli       | NP   | NP   | 6    | Rit. | 10   | NP   | NP   | NP   | 16    |
| 10  | Nicolò Marchioro        | 0    | 0    | 0    | 6    | 6    | 2    | Rit. | NP   | 14    |
| 11  | Rudy Michelini          | 8    | 5    | 0    | NP   | NP   | Rit. | NP   | NP   | 13    |
| 12  | Luca Panzani            | 2    | 3    | 1    | NP   | NP   | 0    | 3    | 4    | 13    |
| 13  | Andrea Carella          | Rit. | 4    | 0    | NP   | NP   | 0    | 4    | 3    | 11    |
| 14  | Alessandro Perico       | Rit. | Rit. | Rit. | NP   | NP   | 10   | NP   | NP   | 10    |
| 15  | Giuseppe Di Palma       | NP   | Rit. | 3    | NP   | Rit. | 5    | 2    | NP   | 10    |
| 16  | Jacopo Trevisani        | 0    | Rit. | 0    | NP   | 4    | 0    | Rit. | 2    | 6     |
| 17  | Andrea Crugnola         | NP   | NP   | 2    | NP   | NP   | NP   | NP   | NP   | 2     |
| 17  | Fabio Andolfi           | NP   | 2    | NP   | NP   | NP   | NP   | 0    | NP   | 2     |
| 19  | Andrea Vineis           | Rit. | Rit. | 0    | NP   | NP   | 0    | 1    | Rit. | 1     |
| 19  | Tobia Gheno             | Rit. | 1    | Rit. | NP   | NP   | 0    | NP   | NP   | 1     |
| 19  | Gabriele Cogni          | 1    | NP   | NP   | NP   | NP   | Rit. | NP   | NP   | 1     |
| Pos | Pilota                  | CIO  | SRE  | TFL  | SRD  | SMR  | AAP  | ADR  | DVL  | Punti |

| Colore  | Risultato             |
| ------- | --------------------- |
| Oro     | Vincitore             |
| Argento | 2º posto              |
| Bronzo  | 3º posto              |
| Verde   | Finito a punti        |
| Blu     | Finito senza punti    |
| Viola   | Ritirato (Rit)        |
| Viola   | Non classificato (NC) |
| Rosso   | Non qualificato (NQ)  |
| Nero    | Squalificato (SQ)     |
| Bianco  | Non partito (NP)      |
| Bianco  | Non ha gareggiato     |
| Bianco  | Infortunato (INF)     |
| Bianco  | Escluso (ES)          |
| Bianco  | Gara cancellata (C)   |

### Classifica campionato Costruttori assoluta
| Pos | Costruttore | CIO | SRE | TFL | SRD | SMR | AAP | ADR | DVL | Punti |
| --- | ----------- | --- | --- | --- | --- | --- | --- | --- | --- | ----- |
| 1   | Peugeot     | 12  | 18  | 25  | 18  | 23  | 16  | 18  | 23  | 153   |
| 2   | Ford        | 15  | 0   | 18  | 15  | 22  | 12  | 12  | 12  | 106   |
| 3   | Škoda       | 12  | 15  | 8   | 12  | 0   | 8   | 15  | 10  | 80    |
| 4   | Renault     | 9   | 11  | 8   | 6   | 11  | 9   | 11  | 10  | 75    |
| 5   | Mitsubishi  | 6   | 10  | 0   | 0   | 0   | 0   | 0   | 0   | 16    |
| 6   | Citroën     | 3   | 5   | 2   | 0   | 0   | 2   | 4   | 0   | 16    |
| Pos | Costruttore | CIO | SRE | TFL | SRD | SMR | AAP | ADR | DVL | Punti |